# نینا پونوماریووا
نینا پونوماریووا (روسی: Нина Аполлоновна Пономарёва؛ ۲۷ آوریل ۱۹۲۹ – ۱۹ اوت ۲۰۱۶) ورزشکار دو و میدانی در رشته پرتاب دیسک اهل روسیه بود.
وی در مسابقات کشوری و بین‌المللی در مجموع برندهٔ ۳ مدال طلا و ۱ مدال برنز شده‌است.